# 丙酸铅
丙酸铅是一种羧酸盐，化学式为Pb(CH3CH2COO)2，它可由碳酸铅（或一氧化铅）和丙酸反应制得。它可以形成单斜晶系晶体，空间群P21/m。它热分解会生成一氧化铅。它可以用于稳定黑色相的CsPbI2Br。